# 穆爾維爾 (密歇根州)
穆爾維爾（英語：Mooreville）是位於美國密歇根州沃什特瑙縣約克鎮區的一個非建制地區。

## 地理
穆爾維爾所處的海拔為高於海平面220米（即722英呎），而該地所採用的時區為UTC-5，即北美东部時區（EST）。同時該地設有夏令時間，為UTC-5調快一小時，即UTC-4（EDT）。
穆爾維爾位於米蘭西北約3.0英里（4.8公里）處，位於門羅市市界以北。